# Sapromyza pseudohyalinata
Sapromyza pseudohyalinata är en tvåvingeart som beskrevs av Papp 2004. Sapromyza pseudohyalinata ingår i släktet Sapromyza och familjen lövflugor.
Artens utbredningsområde är Ungern. Inga underarter finns listade i Catalogue of Life.